# Câmpia Germano-Poloneză
Câmpia Germano-Poloneză este mărginită la nord de coasta Mării Nordului și a Mării Baltice, la sud de munții Mittelgebirge cu Masivul Șistos Renan, Eifel, Bergisches Land și Sauerland, la vest de regiunea Teutoburger Wald, la est de munții Harz ca și colinele aparținătoare de Erzgebirge.Principalele ape curgătoare sunt Rinul, Ems, Weser, Elba și Havel. Se extinde și pe litoralul baltic al Poloniei. A fost afectată de glaciațiunea cuaternară, dovadă stând șirurile morenaice care se întâlnesc pe toată suprafața unității de relief